# Захарова, Валентина Фёдоровна
Валентина Фёдоровна Захарова (6 июня 1922 — 10 июля 2006) — советский хозяйственный, государственный и политический деятель, швея-мотористка производственного объединения швейных предприятий «Заря» Министерства лёгкой промышленности РСФСР, гор. Владивосток Приморского края. Герой Социалистического Труда (1971).

## Биография
Родилась 6 июня 1922 года в Ярославской губернии. Член КПСС.
С 1942 года — на хозяйственной, общественной и политической работе. В 1942—1975 гг. — на хозяйственной работе в текстильной и швейной промышленности Ярославской области и Приморского края, швея-мотористка производственного объединения швейных предприятий «Заря» Министерства лёгкой промышленности РСФСР города Владивостока Приморского края.
В 1970 году досрочно выполнила личные социалистические обязательства и производственные задания Восьмой пятилетки (1966—1970). За годы этой пятилетки выработала сверх плана 48 тонн льноволокна. Указом Президиума Верховного Совета СССР от 5 апреля 1971 года «за выдающиеся успехи в досрочном выполнении заданий пятилетнего плана и большой творческий вклад в развитие производства тканей, трикотажа, обуви, швейных изделий и другой продукции легкой промышленности» удостоена звания Героя Социалистического Труда с вручением ордена Ленина и золотой медали «Серп и Молот».
Избиралась депутатом Верховного Совета РСФСР 8-го созыва.
Умерла 10 июля 2006 года.